# УАЗ-3907
УАЗ-3907 «Ягуар» — советский плавающий автомобиль (амфибия), созданный на Ульяновском автомобильном заводе (УАЗ), в 1976—1990 годах, на базе агрегатов автомобиля повышенной проходимости УАЗ-469. 
Данный автомобиль серийно не производился.

## История создания
Проектирование автомобиля-амфибии было начато конструкторами Ульяновского автомобильного завода в 1976 году. К 1989 году было изготовлено 14 опытных образцов. Автомобили успешно прошли испытания и были приняты на вооружение. Во время испытаний автомобиль проплыл по Волге от Ульяновска до Астрахани и обратно. Однако, в 1991 году, потеряв перспективы военного заказа, ульяновский автозавод по собственной инициативе прекратил подготовку к производству автомобиля-амфибии.

## Конструкция
В конструкции автомобиля-амфибии УАЗ-3907 «Ягуар» использовались двигатель, узлы трансмиссии и ходовой части от автомобиля повышенной проходимости УАЗ-469. Водоизмещающий кузов — оригинальной конструкции, с двумя герметически закрывающимися дверями. Под полом кузова, перед задним мостом — устанавливались два гребных винта. На плаву автомобиль управляется за счёт поворота передних колёс, которые выполняют функцию рулей (этому способствует близкое расположение винтов, которые протягивают воду через арки передних колёс).

## Модификации
С 1986 года по 1989 год, по отдельному договору с Комитетом государственной безопасности СССР для пограничников была разработана и испытана модификация УАЗ-39071 или «Баклан» с установкой шести пар лыж, радиолокационной станции, радиостанции, ручного пулемёта и клеткой для служебно-розыскной собаки.